# Eduard Məmmədov
Eduard Tofiq oğlu Məmmədov (ur. 2 stycznia 1978 w Baku) – azerski kick-bokser o pseudonimie „Biały Wilk”. Jest czternastokrotnym mistrzem niskiego kopnięcia w wadze ciężkiej Światowego Stowarzyszenia Organizacji Kick-boxingu (W.A.K.O.), a także europejskim mistrzem Światowego Kick-boxingu Wagi Ciężkiej.

## Kariera kick-bokserska
Eduard Məmmədov rozpoczął swoją profesjonalną karierę kick-bokserską w 1993 i od tamtej pory zdobywa wszystkie tytuły w Azerskich Mistrzostwach Kick-boxingu.

## Kariera trenerska
Məmmədov rozpoczął swą karierę trenera w 2000, a obecnie pracuje jako trener kick-boxingu w miejscowej szkole.

## Tytuły
Eduard zdobył dwanaście światowych tytułów, cztery tytuły europejskie, a czternaście razy został mistrzem Azerbejdżanu.

### Profesjonalne
- Mistrz świata Światowego Stowarzyszenia Organizacji Kick-boxingu

### Amatorskie
- 2009: W.P.K.A. Mistrzostwa Świata w Madrycie, Hiszpania  -60 kg (zasady K-1)
- 2009: W.P.K.A. Mistrzostwa Świata w Madrycie, Hiszpania  -60 kg (niskie kopnięcie)
- 2007: W.A.K.O. Mistrzostwa Świata w Coimbrze, Portugalia  -60 kg (walka pełnokontaktowa)
- 2007: W.A.K.O. Mistrzostwa Świata w Belgradzie, Serbia  -60 kg (niskie kopnięcie)
- 2006: W.A.K.O. Mistrzostwa Europy w Skopju, Macedonia  -60 kg (niskie kopnięcie)
- 2005: W.A.K.O. Mistrzostwa Świata w Agadirze, Maroko  -60 kg (niskie kopnięcie)
- 2002: W.A.K.O. Mistrzostwa Europy w Jesolo, Włochy  -60 kg (niskie kopnięcie)
- 2001: W.A.K.O. Mistrzostwa Świata w Belgradzie, ówczesna Serbia i Czarnogóra  -57 kg (walka pełnokontaktowa)